# Audi RS6
Audi RS6 − usportowiona odmiana Audi A6 powstała na bazie czterech generacji: C5, C6, C7 i C8.

## Audi RS6 C5

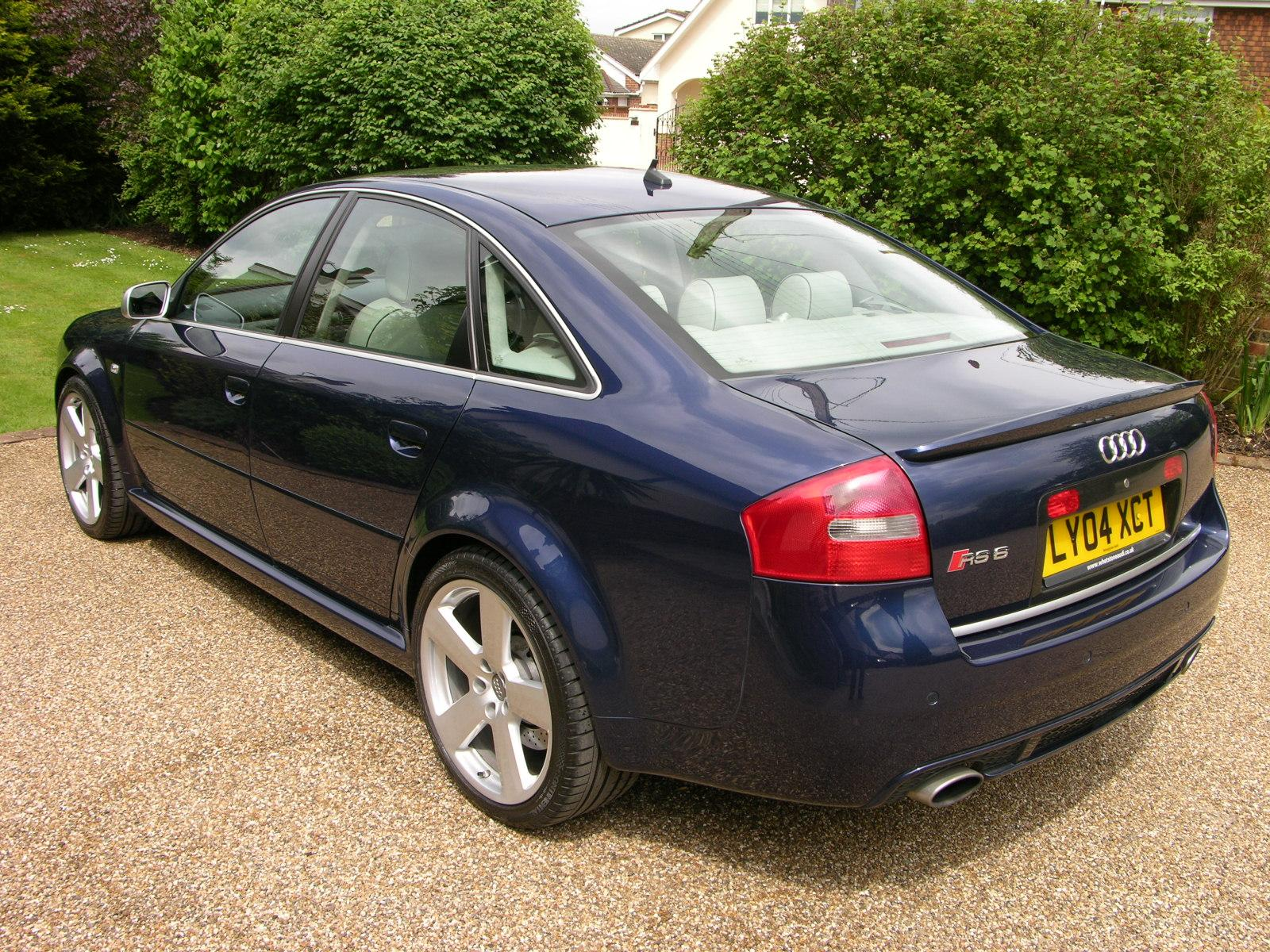
Tył RS6 C5 sedan

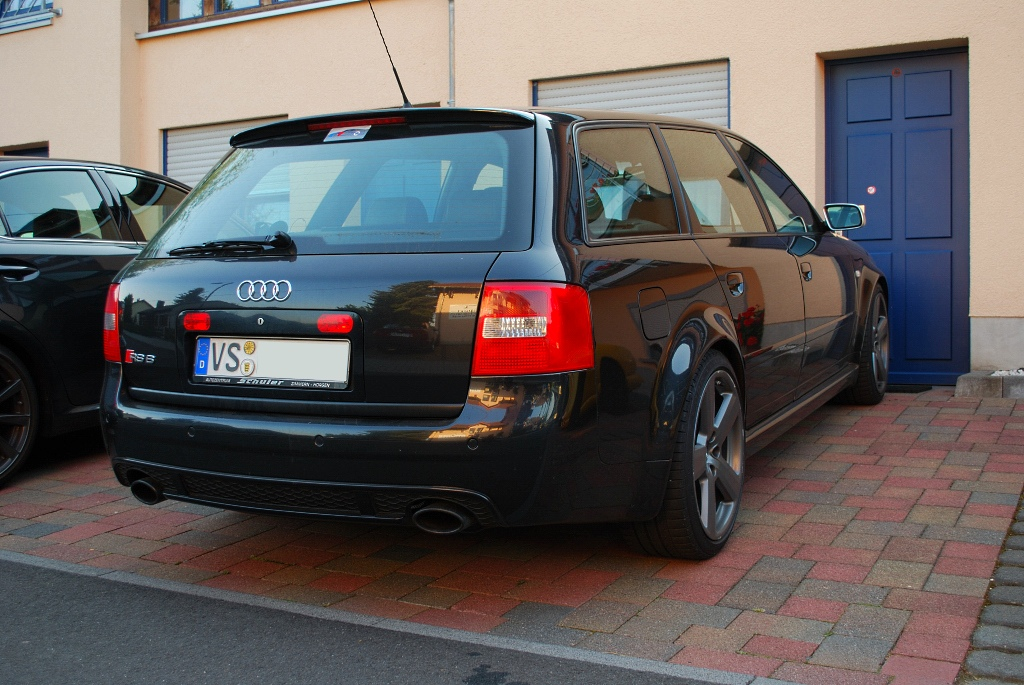
Tył RS6 C5 Avant

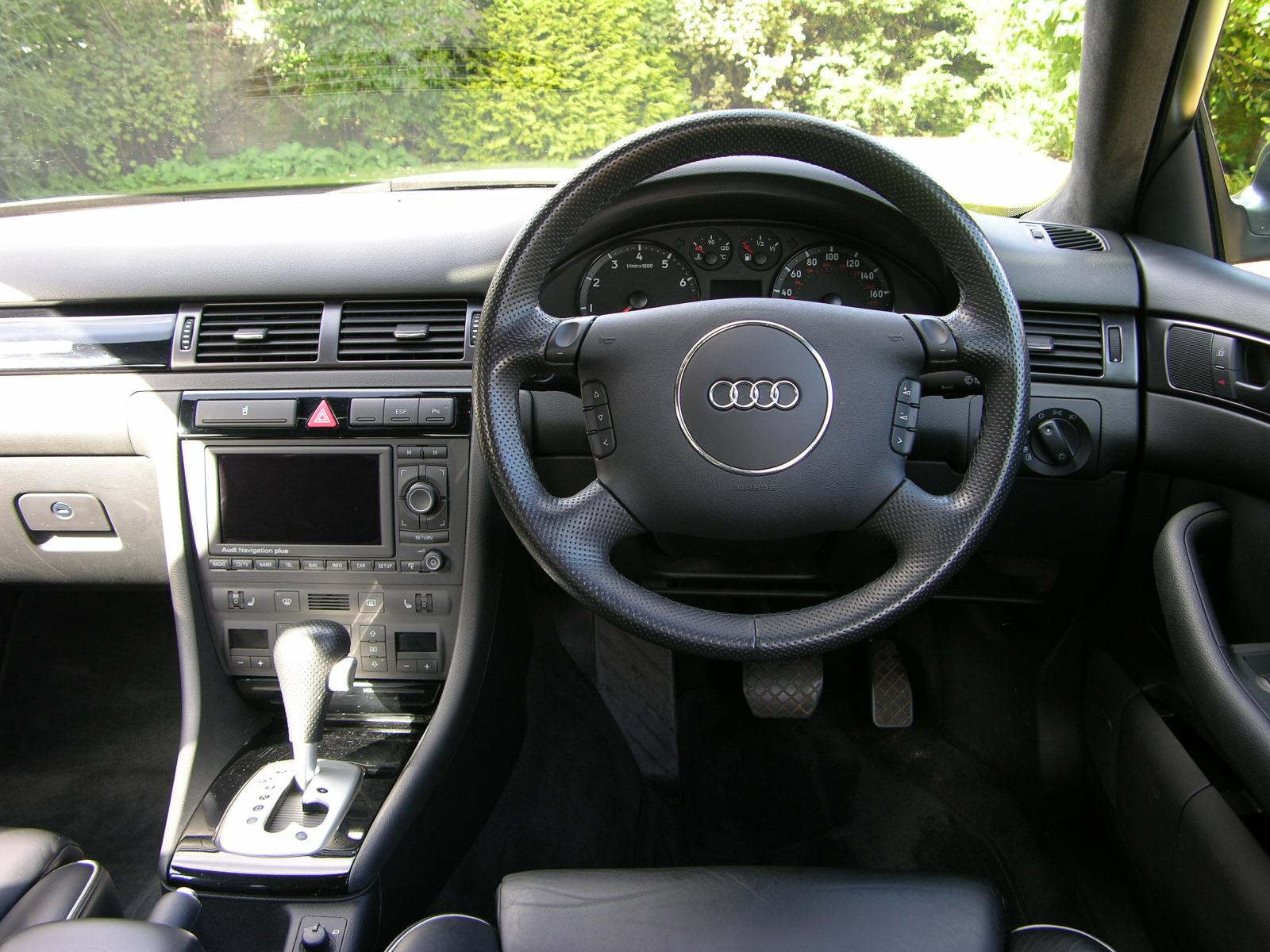
Wnętrze RS6 C5

Audi RS6 C5 zadebiutowało w czerwcu 2002 roku. Samochód skorzysta z płyty podłogowej C5 koncernu Volkswagen AG.
Do napędu użyto silnika V8 o pojemności 4,2 litra. Wyposażony był on w rozrząd typu DOHC oraz układ 5 zaworów na cylinder. Wspomagany był przez układ bi-turbo. Dzięki temu generował on moc 450 koni mechanicznych (331 kW) przy 5700-6400 obr./min. Moc przenoszona była na obie osie poprzez 5-biegową automatyczną skrzynię biegów typu Tiptronic.

### Dane techniczne
| Wersja             | Silnik:                             | Układ zasilania:   | Średnica × skok tłoka: | St. sprężania:     | Moc maksymalna:                         | Maks. moment obrotowy           | 0–100 km/h:        | V-max:             |
| Silniki benzynowe: | Silniki benzynowe:                  | Silniki benzynowe: | Silniki benzynowe:     | Silniki benzynowe: | Silniki benzynowe:                      | Silniki benzynowe:              | Silniki benzynowe: | Silniki benzynowe: |
| ------------------ | ----------------------------------- | ------------------ | ---------------------- | ------------------ | --------------------------------------- | ------------------------------- | ------------------ | ------------------ |
| RS6                | V8 4,2 l (4172 cm³), DOHC, bi-turbo | wtrysk SMPFi       | 84,50 mm × 93,00 mm    | 9,3:1              | 450 KM (331 kW) przy 5700-6400 obr./min | 560 N•m przy 1950-5500 obr./min | 4,7 s              | 250 km/h           |
| RS6 plus           | V8 4,2 l (4172 cm³), DOHC, bi-turbo | wtrysk SMPFi       | 84,50 mm × 93,00 mm    | 9,8:1              | 480 KM (353 kW) przy 6000-6400 obr./min | 560 N•m przy 1950-6000 obr./min | 4,6 s              | 280 km/h           |

## Audi RS6 C6

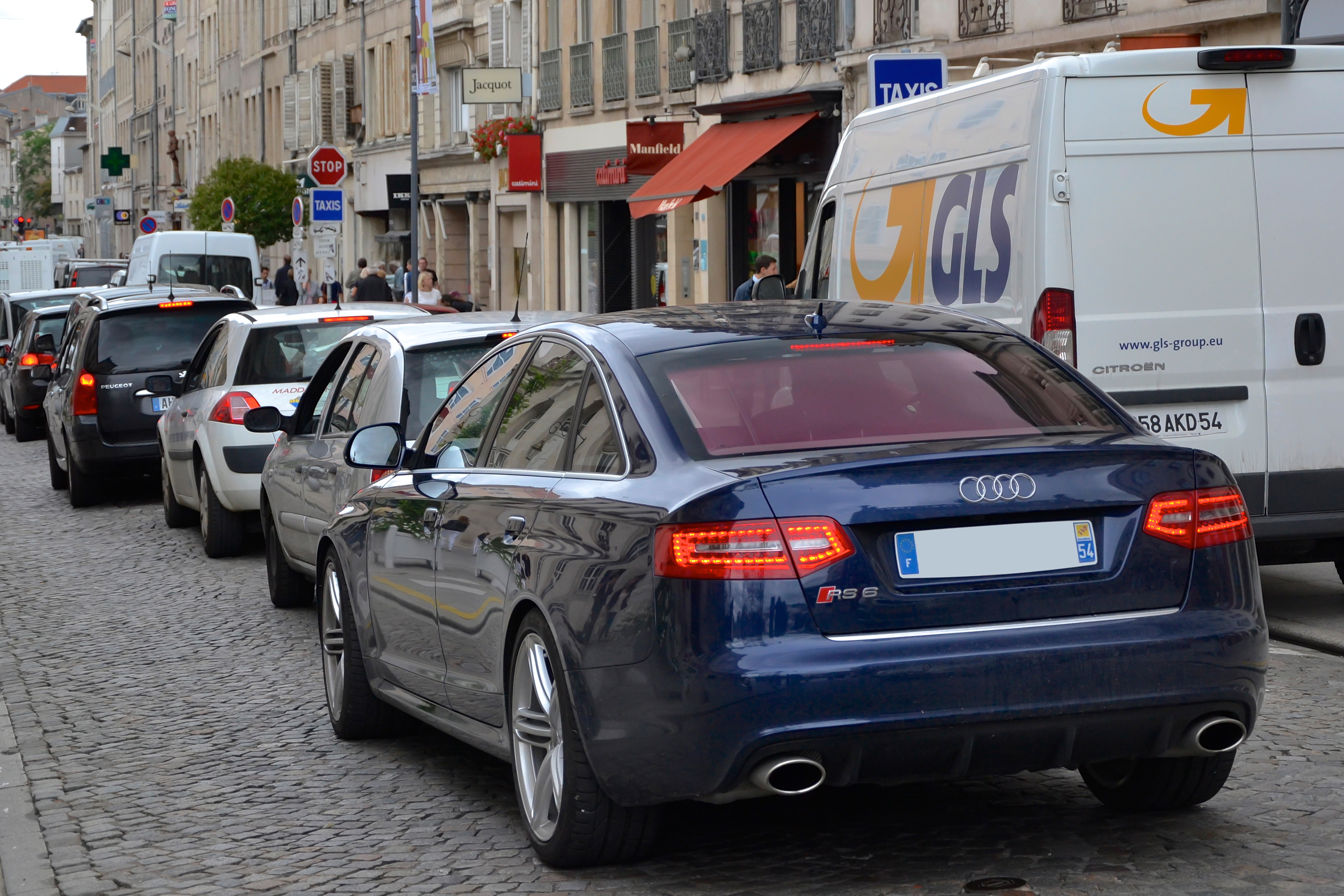
Tył RS6 C6 sedan

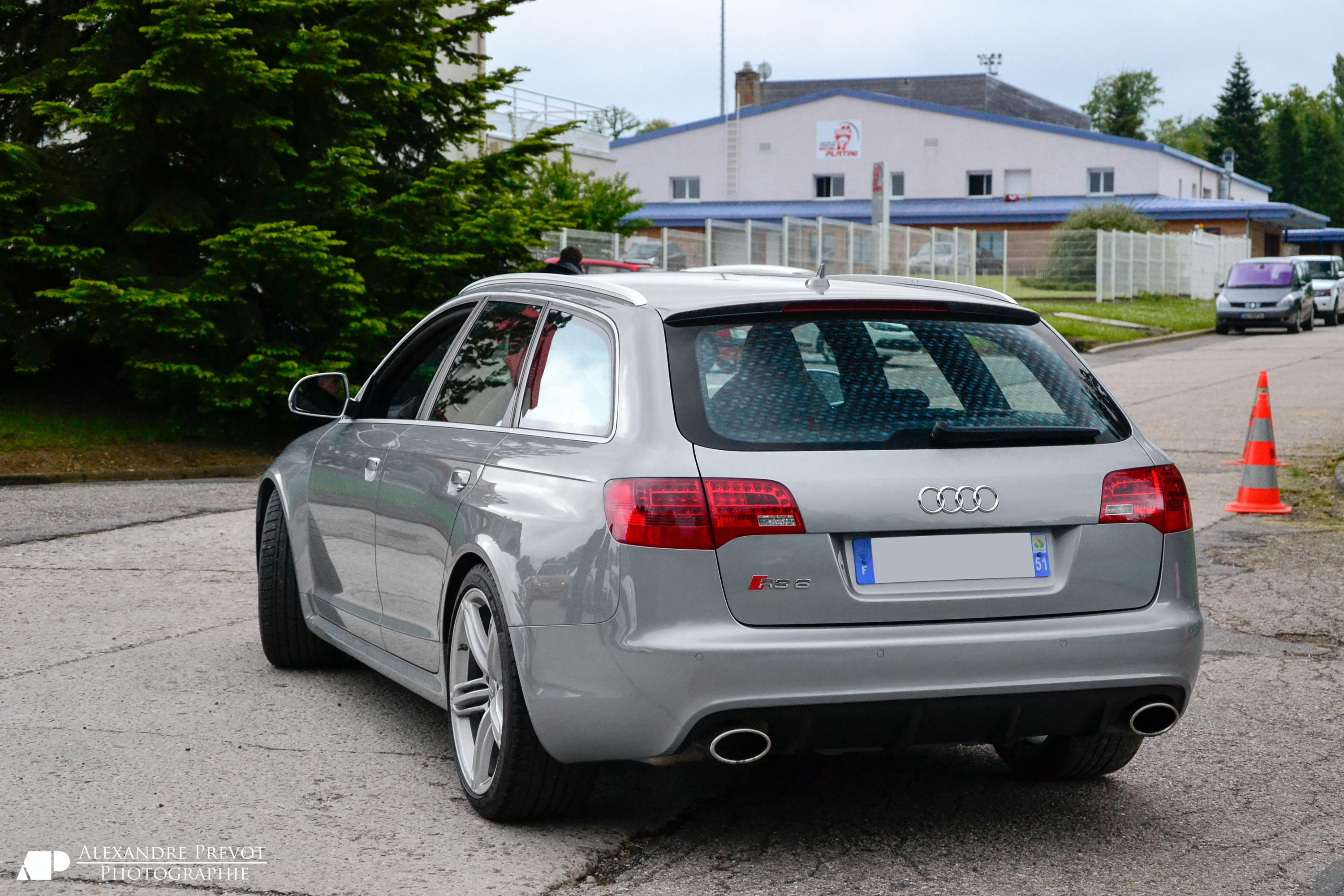
Tył RS6 C6 Avant

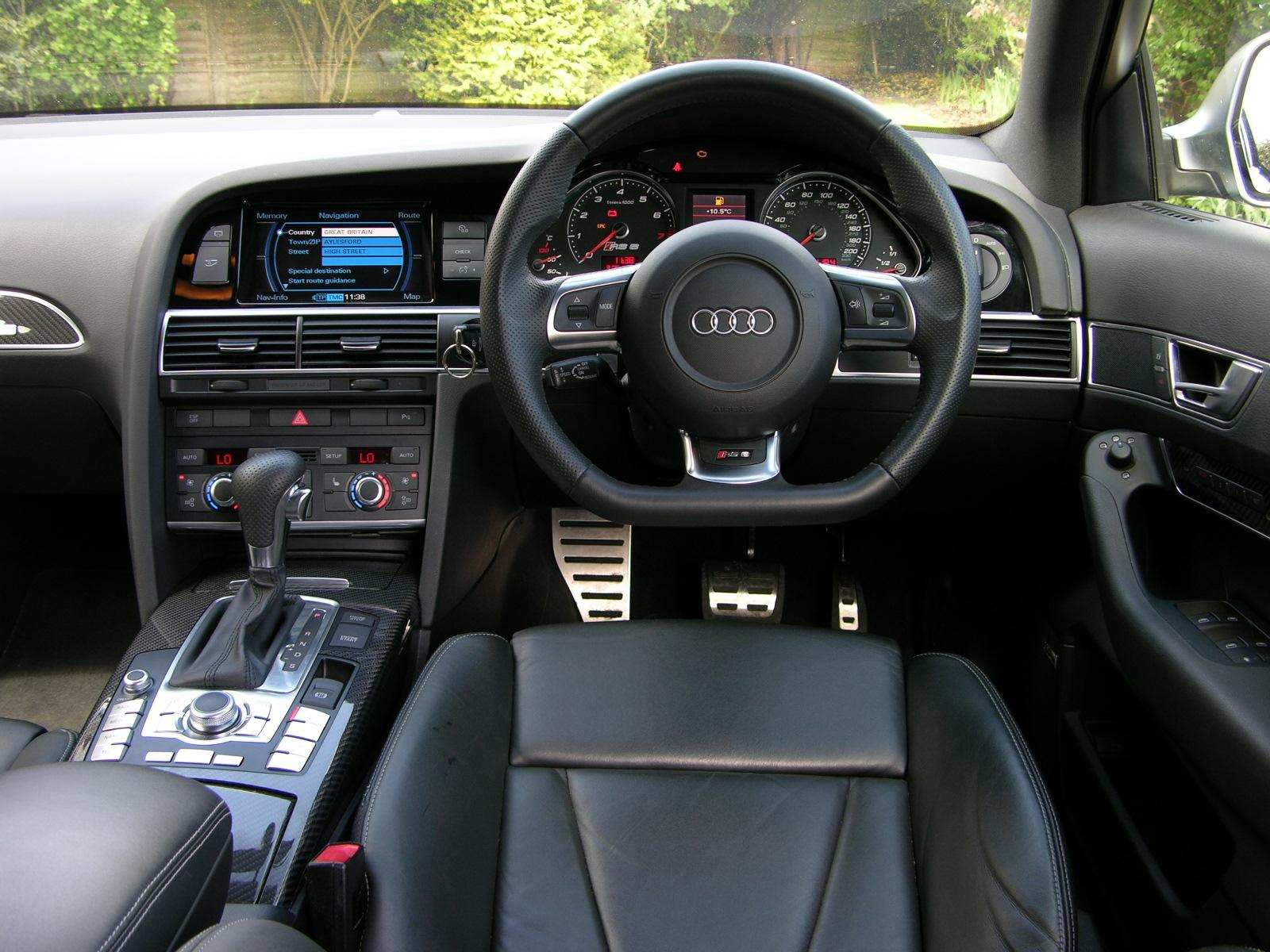
Wnętrze RS6 C6

Audi RS6 C6 zostało zaprezentowane we wrześniu 2007 roku.
Na początku 2010 roku quattro GmbH pokazało model kończący produkcję RS6 C6 - RS6 Plus, w limitowanej liczbie – 500 sztuk. Auto poza dodatkowymi pakietami wyposażenia, miało również przesuniętą blokadę prędkości do 303 km/h. Każdy model oznaczony jest tabliczką znamionową z numerem. Dostępne wersje nadwozia: kombi i sedan. W lipcu 2010 roku quattro GmbH zakończyło produkcję modelu RS6 Plus C6.

### Silnik
- V10 5,0 l (4991 cm³), 4 zawory na cylinder, DOHC[4]
- Układ zasilania: wtrysk FSI
- Średnica cylindra × skok tłoka: 84,50 mm × 89,00 mm
- Stopień sprężania: 10,5:1
- Moc maksymalna: 580 KM (427 kW) przy 6250-6700 obr./min
- Maksymalny moment obrotowy: 650 N•m przy 1500-6250 obr./min
- Przyspieszenie 0-100 km/h: 4,5 s
- Prędkość maksymalna: 330 km/h

## Audi RS6 C7

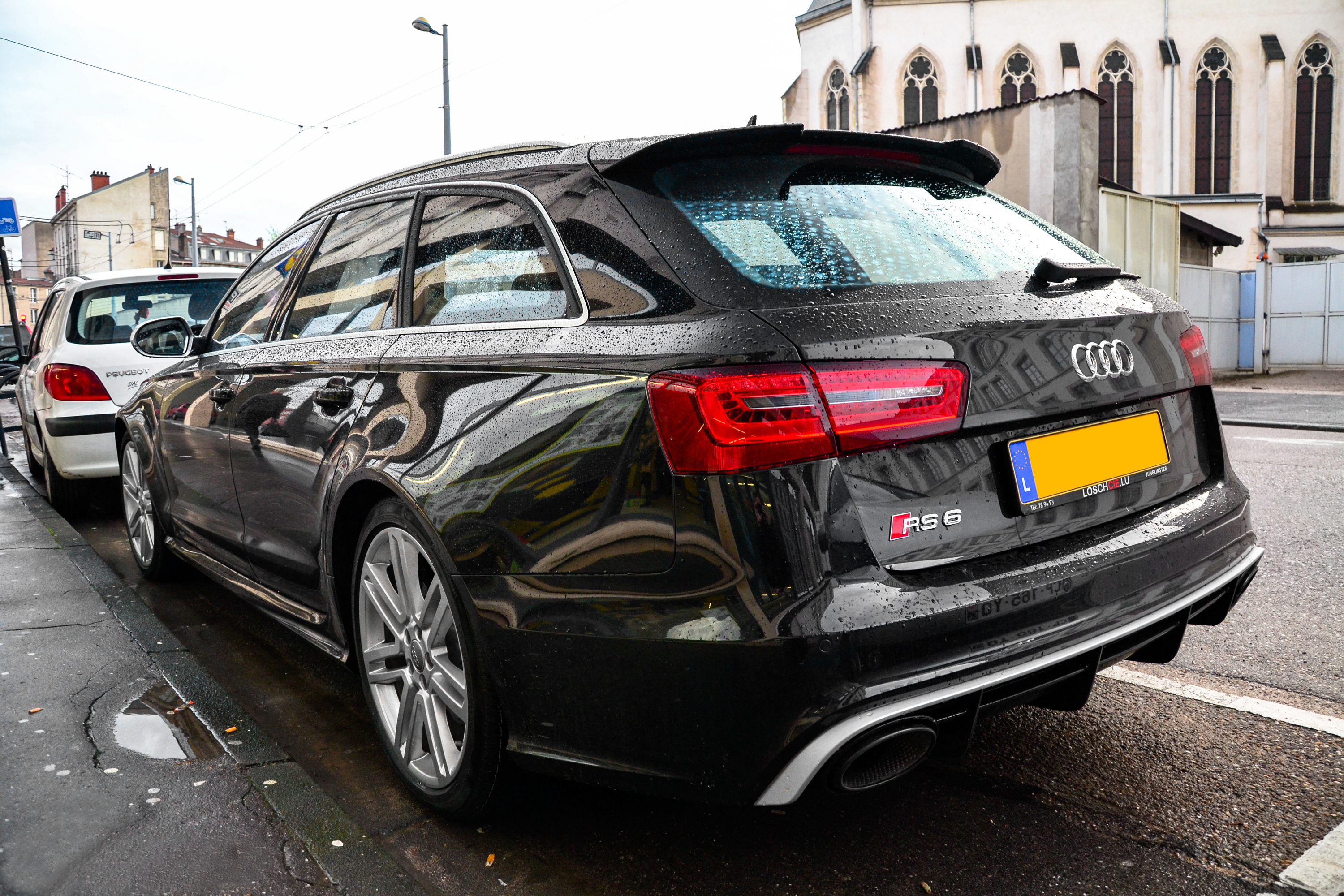
Tył RS6 C7 przed liftingiem

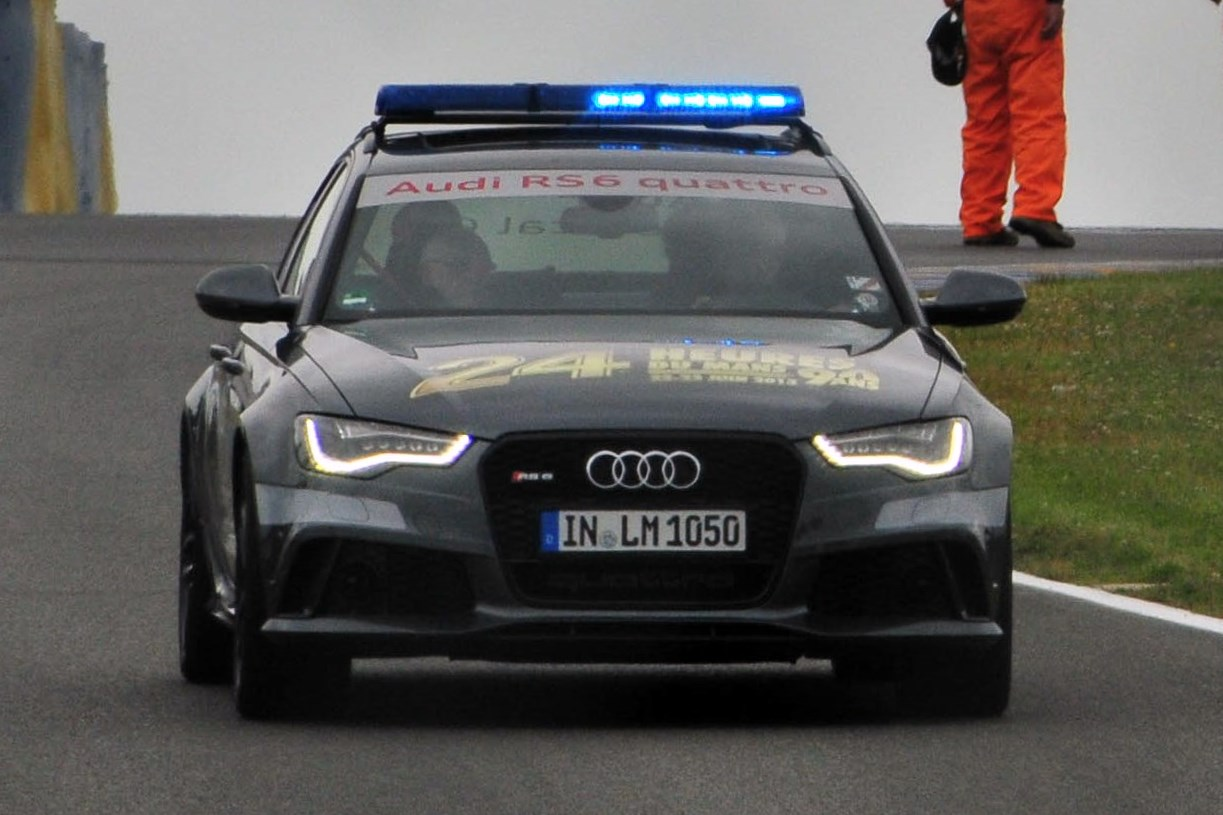
Safety Car Audi RS6

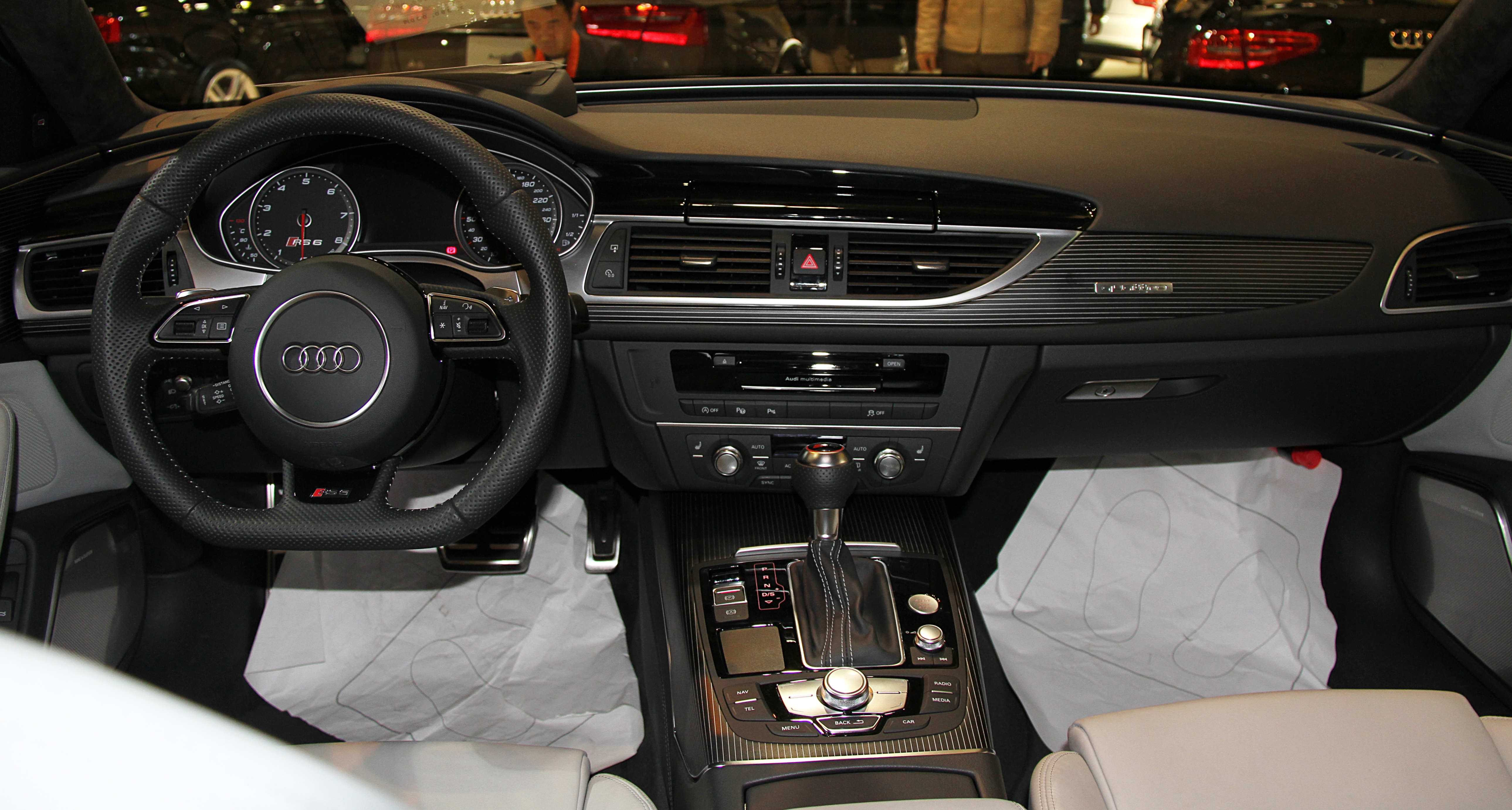
Wnętrze RS6 C7

Audi RS6 C7 został zaprezentowany w Detroit w 2013 roku. Pod koniec 2015 roku Audi wprowadziło do oferty wzmocnioną odmianę o nazwie RS6 Performance. W tej wersji RS6 posiada 605 KM i do 100 km/h przyspiesza w 3,7 s.

### Silnik RS6 Performance
- V8 4,0 l, 4 zawory na cylinder, DOHC
- Układ zasilania: wtrysk TFSI
- Moc maksymalna: 605 KM
- Maksymalny moment obrotowy: 700  N•m
- Przyspieszenie 0-100 km/h: 3,7 s
- Prędkość maksymalna: 250 km/h

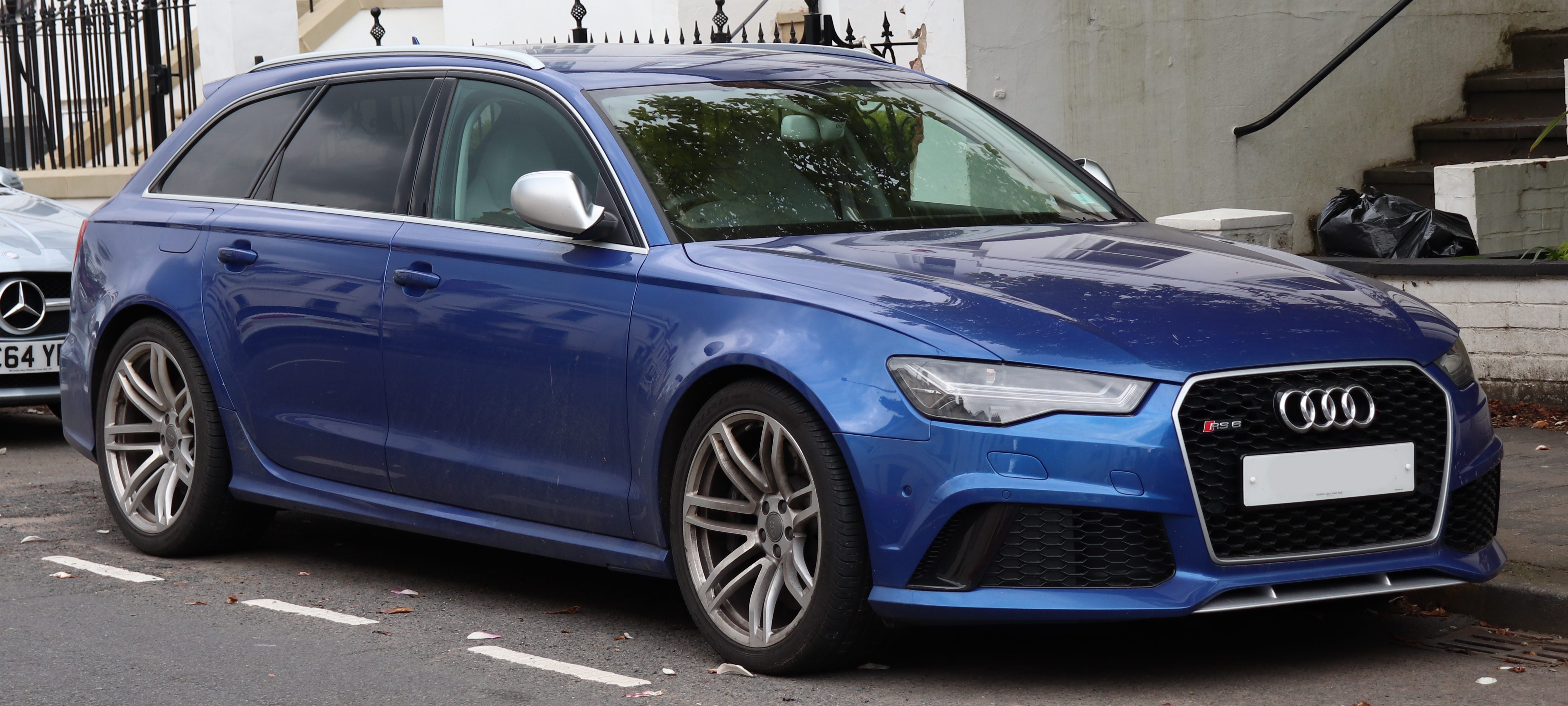
RS6 C7 po liftingu

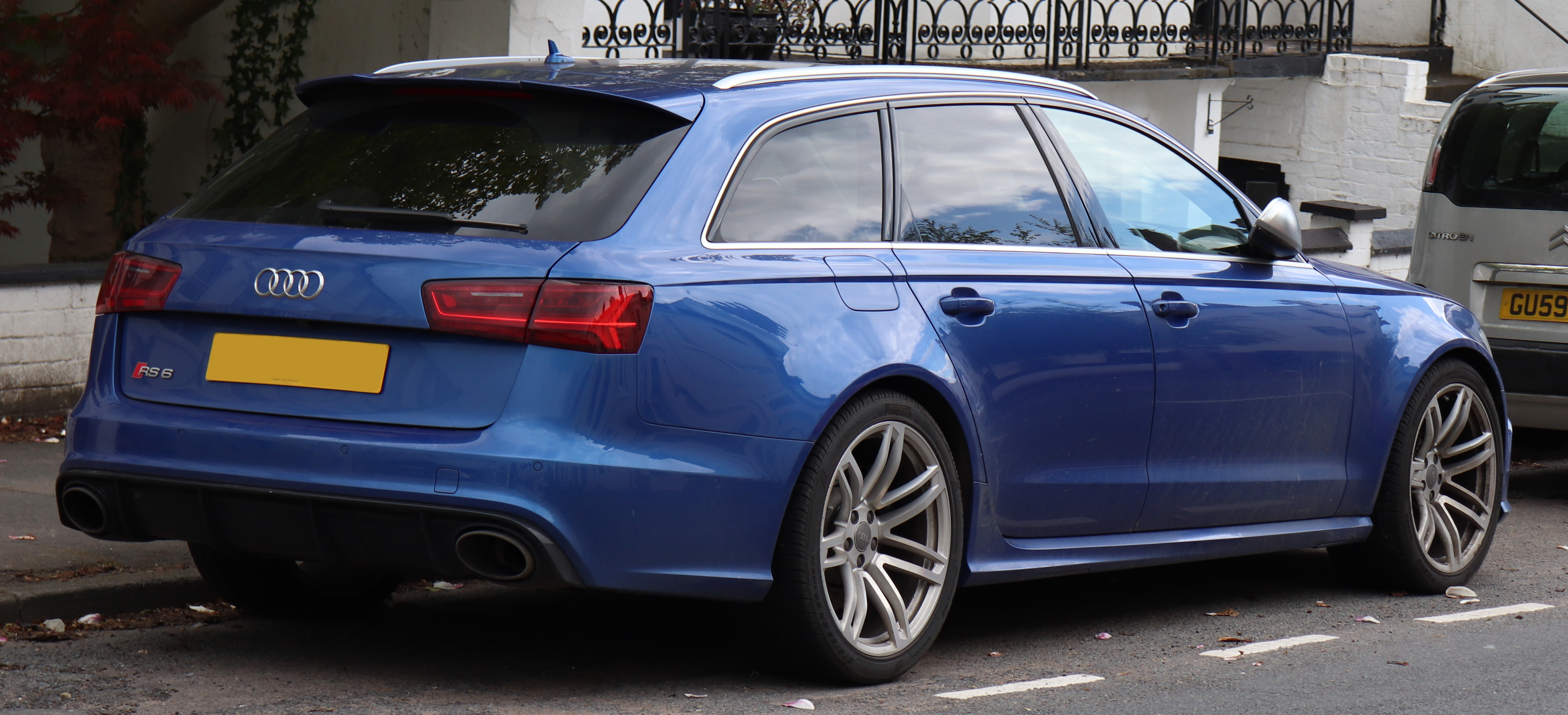
Tył RS6 C7 po liftingu